# Associazione Calcio Cuneo 1905 2013-2014
Questa voce raccoglie le informazioni riguardanti l'Associazione Calcio Cuneo 1905 nelle competizioni ufficiali della stagione 2013-2014.

## Rosa
| N. |                    | Ruolo | Calciatore           |
| -- | ------------------ | ----- | -------------------- |
|    | Italia (bandiera)  | P     | Francesco Anacoura   |
|    | Italia (bandiera)  | D     | Nicolò Antonelli     |
|    | Brasile (bandiera) | C     | Andrè Bassi Borzani  |
|    | Italia (bandiera)  | C     | Cristiano Camillucci |
|    | Italia (bandiera)  | D     | Gianluca Carfora     |
|    | Italia (bandiera)  | C     | Giovanni Catanese    |
|    | Italia (bandiera)  | A     | Claudio Corsetti     |
|    | Italia (bandiera)  | D     | Andrea Cristini      |
|    | Italia (bandiera)  | C     | Marco Cristini       |
|    | Italia (bandiera)  | D     | Matteo D'Alessandro  |
|    | Italia (bandiera)  | D     | Nicola Donida        |
|    | Italia (bandiera)  | C     | Gianmarco Falasca    |
|    | Italia (bandiera)  | C     | Iacopo Fanucchi      |
|    | Italia (bandiera)  | P     | Federico Gagliardini |
|    | Italia (bandiera)  | A     | Domenico Girardi     |

| N. |                   | Ruolo | Calciatore         |
| -- | ----------------- | ----- | ------------------ |
|    | Italia (bandiera) | A     | Matteo Godio       |
|    | Russia (bandiera) | C     | Iuri Gonzi         |
|    | Italia (bandiera) | A     | Guido Gomez        |
|    | Italia (bandiera) | C     | Zaccaria Hamlili   |
|    | Italia (bandiera) | A     | Fabio Lauria       |
|    | Italia (bandiera) | C     | Giuseppe Maimone   |
|    | Italia (bandiera) | A     | Marco Martini      |
|    | Italia (bandiera) | D     | Tiziano Mucciante  |
|    | Italia (bandiera) | C     | Nicolò Palazzolo   |
|    | Italia (bandiera) | D     | Gabriele Quitadamo |
|    | Italia (bandiera) | D     | Michele Rinaldi    |
|    | Italia (bandiera) | D     | Alessandro Ruggeri |
|    | Italia (bandiera) | D     | Angelo Siniscalchi |
|    | Italia (bandiera) | A     | Lorenzo Tempesti   |
|    | Italia (bandiera) | A     | Omar Torri         |